# Évaluation financière des projets d'investissement
L'évaluation financière des projets d’investissement (PI) est l'étude d'un ou plusieurs projets permettant d'analyser leurs viabilité en fonction des conditions internes et externes d'une entreprise. Ces conditions constituent les normes et les contraintes imposées aux projets et peuvent être basées sur des études techniques et commerciales déjà réalisées dans le passé.

## La fonction principale d'une évaluation financière d'un projet d'investissement
Elle consiste à valoriser les flux financiers (FF) résultant des études précédentes pour déterminer la rentabilité et le financement d'un projet. Cette démarche vise à maximiser la richesse des actionnaires en optimisant la valeur d'une firme ou en d'autres termes de donner une plus-value à l'entreprise. 
Par conséquent, les décisions touchant les PI à long terme sont parmi les plus importantes que les gestionnaires devront prendre car elles engagent l'avenir de l'entreprise: son risque, sa rentabilité et donc sa survie.

## Objectif d'un projet d'investissement (PI)
L'objectif principal d'un PI est de créer une valeur actuelle nette (mieux connue dans le monde financier sous le diminutif de «VAN»). Autrement, un projet rapporte des bénéfices que lorsque sa VAN est supérieure à « 0 ».
Pour connaître la VAN, on construit généralement plusieurs scénarios résultant d'une analyse de sensibilité menée à partir des différents risques encourus par le projet. À la suite de cette analyse de sensibilité, on calcule la VAN en fonction de la sommation des flux financiers moins l'investissement de départ. 
Toutefois, il faut savoir que tout projet doit tenir compte du taux de rendement interne (TRI) préétabli par la firme. 

## Exemple simple
Voici un exemple avec deux scénarios différents :  (TRI fictif évalué à 15 %)
| Projet | Investissement de départ | Année 1 | Cumul     | Année 2 | Cumul    | Année 3 | Cumul   | Année 4 | Cumul   | Retour sur investissement |
| X      | - 10 000 $               | 6 000 $ | - 4 000 $ | 3 000 $ | -1 000 $ | 3 000 $ | 2 000 $ | 500 $   | 2 500 $ | 2 500 $                   |
| Y      | - 10 000 $               | 4 000 $ | - 6 000 $ | 3 000 $ | -3 000 $ | 3 000 $ | 0 $     | 3 000 $ | 3 000 $ | 3 000 $                   |
| Z      | - 10 000 $               | ...     |           | ...     |          | ...     |         | ...     |         |                           |

Dans le cas présenté ci-haut, les deux scénarios ( X et Y ) débutent avec un investissement de départ équivalent soit - 10 000 $. Veuillez noter que l'investissement est toujours négatif car il s'agit d'un montant qui est dépensé par l'entreprise dans l'optique d'obtenir un retour monétaire futur sur l'investissement. 

### Explications scénarios X et Y
Dans l'exemple précédent, le projet X présente un TRI calculable à 13,29 % lorsqu'on neutralise sa VAN à 0. Par contre, nous savons que le TRI réel (fictif) se trouve à être 15 %. Avec ces renseignements, il est possible de trouver la valeur réelle de la VAN soit - 255,75 $. Cela dit, la question que l'on doit se poser est : «pourquoi est-elle négative si le retour sur investissement est tout de même positif?» 
La réponse est la suivante : le TRI réel (13,29 %) pour lequel la VAN est égale à 0 est inférieur au taux de rendement fictif imposé plus tôt à 15 %. Ainsi, c'est pourquoi la VAN est automatiquement négative parce que, si le taux de rendement fictif avait été établi à 12 % alors la VAN aurait été positive, soit plus précisément évaluée à 201,92 $.

## L'évaluation financière
L'évaluation financière, bien que matière distincte, s'intègre dans une démarche plus générale, « l'évaluation des projets d’investissements », initiée notamment par la Banque mondiale. Six grandes étapes sont distinguées : identification du produit, études préalables, faisabilité, évaluation financière, évaluation économique, décision d'exécution.
L’évaluation financière se distingue de la gestion prévisionnelle par notamment son orientation vers la recherche de la viabilité. Elle se distingue aussi du « business plan » anglo-saxon qui n’en est que la représentation comptable finale. Or en évaluation c’est la démarche située en amont qui importe avec par exemple la réalisation de simulations.
L’évaluation financière se distingue enfin de l'évaluation économique qui exprime le point de vue de la collectivité sur le projet. Son ambition est de valoriser les « externalités », c'est-à-dire les effets du projet sur son environnement, afin de les intégrer aux différents critères de décision.
On confond souvent évaluation des projets et évaluation des actifs financiers qui relèvent de deux domaines d’application distincts.
Il est intéressant aussi de dissocier l’analyse financière (d'une entreprise) qui s’intéresse à la période passée (ex post) de l’évaluation financière qui relève du domaine prévisionnel (ex ante).